# Mariana Čengel Solčanská
Mariana Čengel Solčanská (* 14. Februar 1978 in Nitra, Tschechoslowakei) ist eine slowakische Regisseurin und Drehbuchautorin.

## Leben
Die in Nitra geborene Mariana Čengel Solčanská studierte zuerst an der Prager Karls-Universität und anschließend an der Philosoph Konstantin-Universität Nitra, wo sie einen Abschluss in Politikwissenschaften und Kulturwissenschaften erlangte. Danach studierte sie ab 2003 Filmregie an der Hochschule für Musische Künste Bratislava und schloss das Studium 2008 mit dem Film Mlyn ab. Im Jahr 2007 erhielt sie zudem ein Angebot unter der tschechischen Regisseurin Věra Chytilová ein Masterstudium an der Film- und Fernsehfakultät der Akademie der Musischen Künste in Prag zu absolvieren, welches sie aber ablegte.
Im Jahr 2017 veröffentlichte sie den Film Únos, welcher auch unter dem englischen Titel Kidnapping und dem deutschen Titel Entführung bekannt ist. Bei dem Film schrieb sie das Drehbuch und führte zudem Regie. Aufgeführt wurde der Film unter anderem beim Cairo International Film Festival und dem Filmfestival Cottbus. Auch weitere Filme, an denen Mariana Čengel Solčanská mitwirkte, wurden bei internationalen Festivals gezeigt. So wurde der 2020 veröffentlichte Film Sviňa, bei welchen sie zusammen mit Rudolf Biermann Regie führte, wurde auf dem Internationales Filmfestival Warschau gezeigt.